# 永野勝美
永野 勝美（ながの かつみ、1935年（昭和10年）9月14日 - 2020年 (令和2年) 11月19日 ）は、日本の銀行家。岩手銀行特別常任相談役。2008年（平成20年）旭日小綬章。

## 来歴・人物
岩手県一関市出身。岩手県立一関第一高等学校を経て、立教大学経済学部卒業後、岩手銀行入行。
企画、営業担当が長く専務時代は、インターネットバンキングやエリアグループ制の導入を推進する。また、事務開発以外のすべての本部業務を担当した。
頭取在任時は、経営企画の経験とアイデアにより融資に慎重な姿勢を転換。2006年（平成18年）3月期には、2期連続の最高益を達成させた。
2007年（平成19年）には、高橋真裕に頭取職を禅譲し会長として君臨するも、2頭政治に対して行内から反発が高まり2009年（平成21年）4月、会長を解任され特別常任相談役に退いた。
2011年以降、twitter上で主に国際情勢や政治・経済について発言を行っていた。
2020年11月19日死去。85歳没。死没日をもって従五位に叙される。

## 略歴
- 1960年（昭和35年）、立教大学経済学部経営学科卒業後、岩手銀行入行
  - 以降、企画部副部長、同部長、庶務部長兼企画部長
- 1989年（平成元年）、取締役企画部長委嘱
- 1991年（平成3年）、取締役東京事務所長兼東京支店長委嘱
- 1993年（平成5年）、常務取締役
- 1997年（平成9年）、専務取締役
- 2001年（平成13年）、頭取
- 2007年（平成19年）、会長、盛岡商工会議所会頭
- 2009年（平成21年）　
  - 4月、会長を解任。取締役に降格
  - 6月、特別常任相談役
- 2010年（平成22年）、会頭退任